# Fallstufe
Eine Fallstufe (früher auch Gefällestufe) ist ein Begriff aus der Hydrologie und dem Verkehrswasserbau. Sie bezeichnet generell die  Unterbrechung des Wasserspiegels in einem natürlichen oder künstlichen Gewässer. Die Herkunft kann geologisch bzw. topografisch bedingt sein oder durch den Einbau von Querbauwerken erzeugt worden sein. Jede Fallstufe bildet ein Hindernis für die Schifffahrt und die Fischwanderung. Der Unterschied im Wasserstand zwischen Ober- und Unterwasser (vor und hinter der Fallstufe) wird als Fallhöhe bezeichnet.

## Natürliche Fallstufen
Im Verlauf eines natürlichen Gewässers können geologisch bedingt Geländestufen auftreten, die im Extremfall einen Wasserfall bilden. Meistens formen Felsriegel und große Steinblöcke im Wasser einen Katarakt, durch dessen Engstellen und Untiefen sich das Wasser reißend und schnell bewegt. Auch ein Bergsturz kann durch das abstürzende Gestein ein Fließgewässer verlegen und eine neue Fallstufe bilden. Bei kleineren Gewässern können Biberdämme Auslöser zur Bildung einer Fallstufe sein. Oberhalb der Fallstufe entsteht ein Aufstau von Wasser und damit ein höherer Wasserstand (Potentielle Energie), wodurch das Wasser die Fallstufe überwinden kann. Die Verlangsamung des Abflussgeschehens vor der Fallstufe kann zu Ablagerungen von Geschiebe, Trüb- und Schwebstoffen führen.

## Künstliche Fallstufen

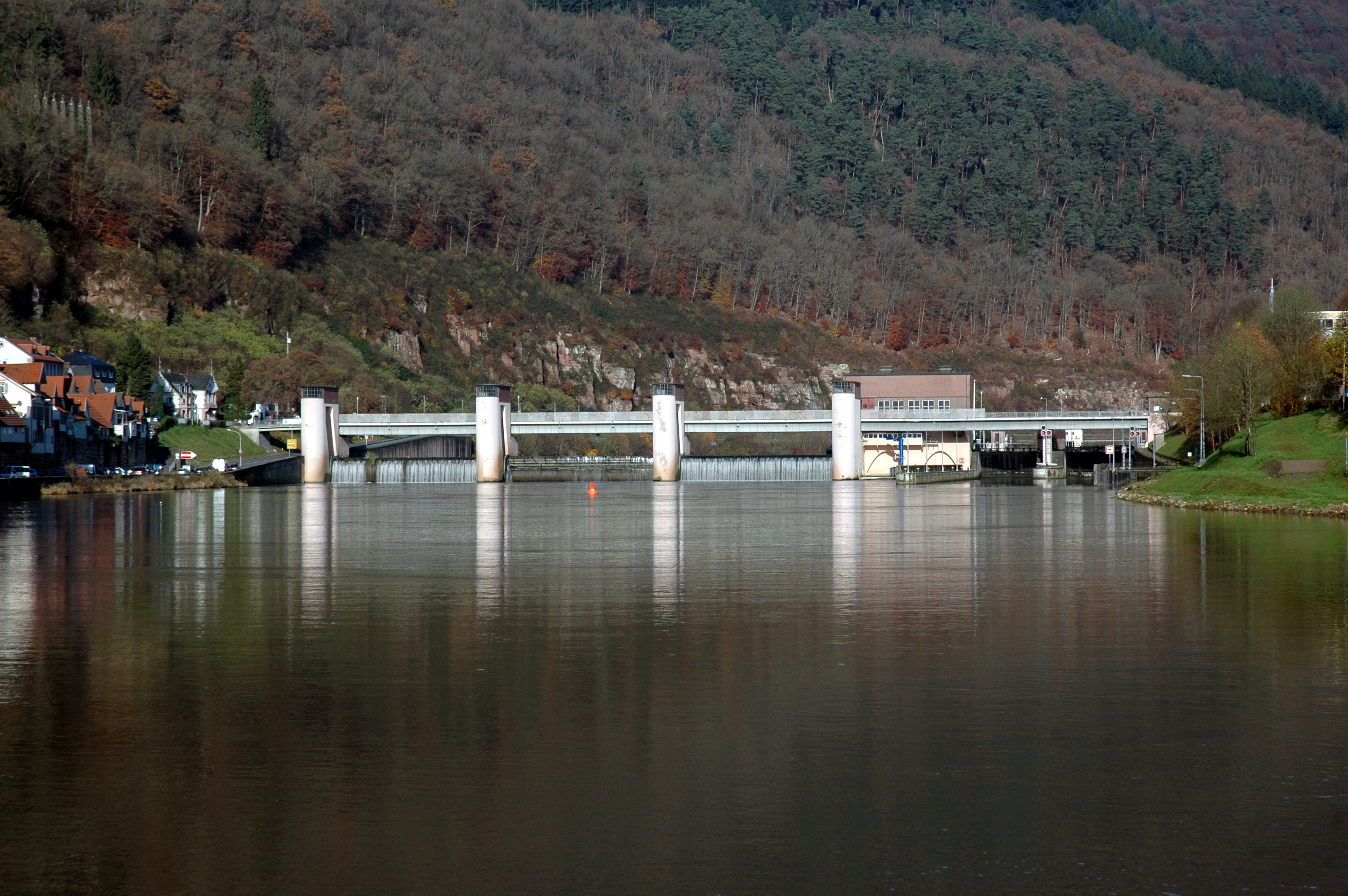
Künstliche Staustufe am Neckar

Im Rahmen des Verkehrswasserbaus werden künstliche Fallstufen wie Dämme und Wehre errichtet, um einen Aufstau des Gewässers zu erzeugen. Sie dienen der Gewinnung von elektrischer Energie über ein Wasserkraftwerk und/oder der Schiffbarmachung eines Gewässerabschnitts durch Erhöhung der Wassertiefe. Zusammen bilden sie eine Staustufe. Daneben werden sie auch zu Bewässerungszwecken und zur Steuerung des Abflussgeschehens, besonders bei Hochwasser, errichtet. Die Fallhöhe an den künstlichen Fallstufen wird möglichst hoch angesetzt, damit die Energieerzeugung optimiert und die Stauwurzel möglichst weit ins Oberwasser reicht, um die Anzahl Staustufen für die Schifffahrt zu minimieren. Auch Kanalstrecken enthalten Fallstufen an Geländeabsätzen, damit die anschließende Kanalhaltung auf tieferem Niveau fortgesetzt werden kann.

## Fallstufe als Fischhindernis

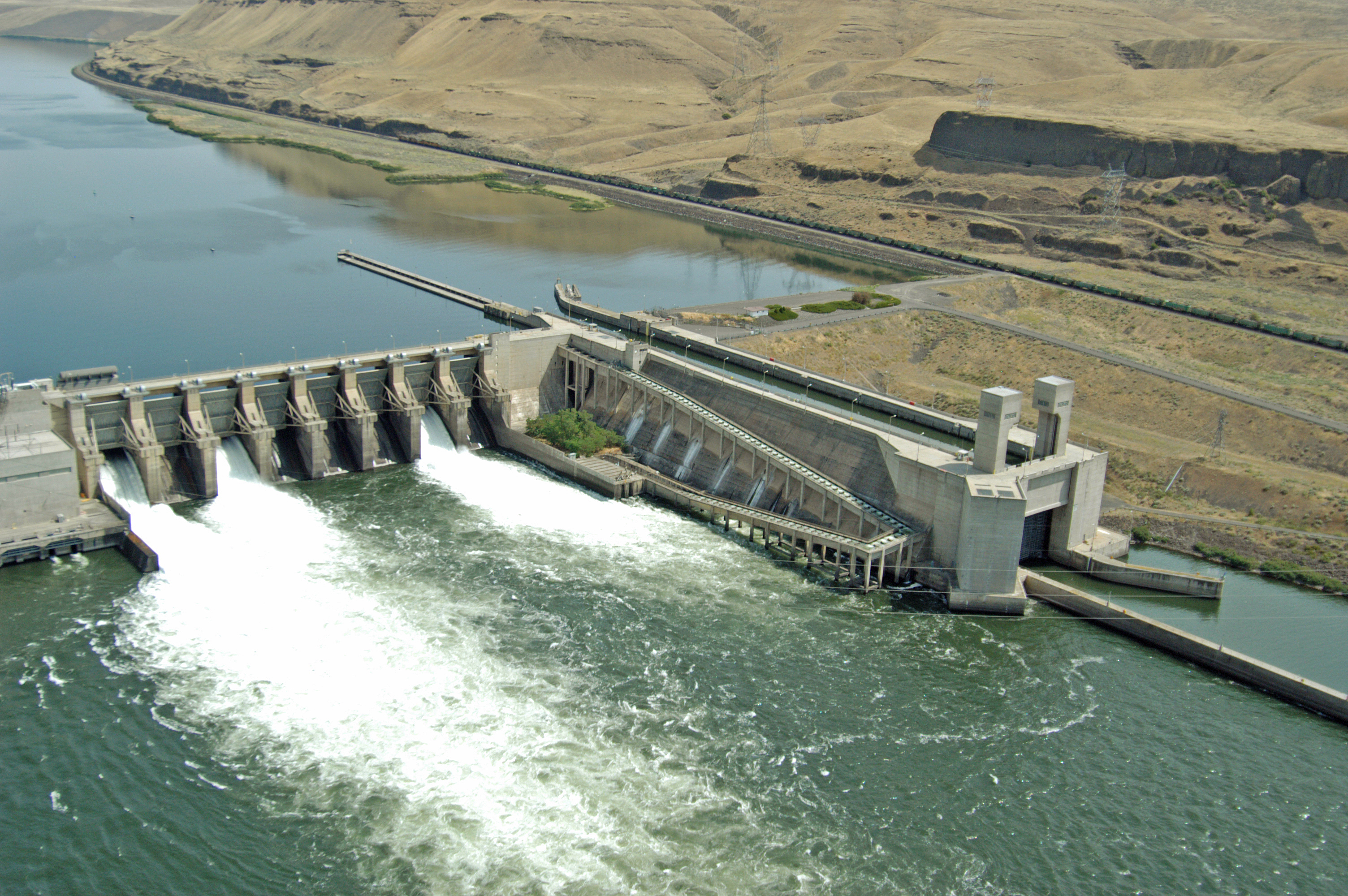
Staudamm mit Laufwasserkraftwerk (Lower Monumental), Fischtreppe und Schleuse

Für Fische ist die Überwindung einer natürlichen Fallstufe in Fließrichtung in den meisten Fällen kein Problem. Gegen den Strom können die Hindernisse aber erheblich sein, so dass der Fischwanderung nach oberstrom Grenzen gesetzt werden. Während künstliche Fallstufen häufig von Fischen in Fließrichtung unbeschadet überwunden werden können, sind die Turbinen von Wasserkraftwerken eine tödliche Gefahr. Aufgrund der meist hohen Fallstufen an Wehren und Dämmen sind diese für Fische immer ein unüberwindbares Hindernis.
Viele Wanderfische sind aber in ihrem Lebenszyklus auf Wanderungen zwischen dem Meer und ihren Laich-, Aufwuchs- und Winterhabitaten der Binnengewässer angewiesen. Daher hat die Europäische Union im Jahr 2000 die Wasserrahmenrichtlinie erlassen, mit der u. a. die Wiederherstellung der ökologischen Durchgängigkeit der Fließgewässer für aquatische Organismen gefordert wird. Die Umsetzung der EU-Richtlinie in deutsches Recht mit Forderung nach Anordnung von Fischaufstiegshilfen an Stauanlagen wird mit dem Wasserhaushaltsgesetz geregelt.

## Fallstufe als Schifffahrtshindernis
Für die Schifffahrt sind Fallstufen unüberwindbare Hindernisse. In der Anfangszeit der Flussschifffahrt waren an Fallstufen Umladestellen für die Schiffe eingerichtet (siehe Ruhrschifffahrt), wo die transportierten Güter manuell von Schiff zu Schiff umgeladen werden mussten. Um Schiffe über eine Fallstufe zu bringen, müssen Schiffsschleusen, Geneigte Ebenen oder Schiffshebewerke gebaut werden. Mit diesen technischen Hilfsmitteln kann eine Fallstufe in beiden Richtungen passiert werden.